# وانيت (أوكلاهوما)
وانيت (بالإنجليزية: Wanette town, Oklahoma)‏ هي بلدة تقع بولاية أوكلاهوما في الولايات المتحدة. تبلغ مساحتها 1.10 كم2، وترتفع عن سطح البحر 313 م، بلغ عدد سكانها 350 نسمة في عام 2010 حسب إحصاء مكتب تعداد الولايات المتحدة وتصل الكثافة السكانية فيها 318.2 نسمة لكل كيلومتر مربع (824.1/ميل2).

## التركيبة السكانية
حدّد مكتب تعداد الولايات المتحدة بيانات التركيبة السكانية لوانيت في تعداد الولايات المتحدة. في ما يلي، التركيبة السكانية حسب تعدادي 2000 و2010.

### تعداد عام 2000
بلغ عدد سكان وانيت 402 نسمة بحسب تعداد عام 2000، وبلغ عدد الأسر 147 أسرة وعدد العائلات 109 عائلة مقيمة في البلدة. في حين سجلت الكثافة السكانية 365.5 نسمة لكل كيلومتر مربع (946.6/ميل2). وبلغ عدد الوحدات السكنية 168 وحدة بمتوسط كثافة قدره 152.7 لكل كيلومتر مربع (395.5/ميل2).
وتوزع التركيب العرقي للبلدة بنسبة 88.31% من البيض و8.71% من الأمريكيين الأصليين و2.99% من عرقين مختلطين أو أكثر و0.50% من الهسبانيون أو اللاتينيون من أي عرق.
بلغ عدد الأسر 147 أسرة كانت نسبة 44.9% منها لديها أطفال تحت سن الثامنة عشر تعيش معهم، وبلغت نسبة الأزواج القاطنين مع بعضهم البعض 51% من أصل المجموع الكلي للأسر، ونسبة 17.7% من الأسر كان لديها معيلات من الإناث دون وجود شريك، بينما كانت نسبة 5.4% من الأسر لديها معيلون من الذكور دون وجود شريكة وكانت نسبة 25.9% من غير العائلات. تألفت نسبة 24.5% من أصل جميع الأسر من عدة أفراد يعيشون في نفس المنزل ونسبة 15% كانت تتألف من شخص يعيش بمفرده يبلغ من العمر 65 عاماً أو أكثر. وبلغ متوسط حجم الأسرة المعيشية 2.73، أما متوسط حجم العائلات فبلغ 3.18.
بلغ العمر الوسطي للسكان 29.0 عاماً. وكانت نسبة 30.3% من القاطنين تحت سن الثامنة عشر، وكانت نسبة 13.7% بين الثامنة عشر والرابعة والعشرين عاماً، ونسبة 23.1% كانت واقعةً في الفئة العمرية ما بين الخامسة والعشرين والرابعة والأربعين عاماً، ونسبة 19.7% كانت ما بين الخامسة والأربعين والرابعة والستين، ونسبة 13.2% كانت ضمن فئة الخامسة والستين عاماً فما فوق. يوجد لكل 100 أنثى 100.0 ذكر، ويوجد لكل 100 أنثى في الثامنة عشر من عمرها فما فوق 89.2 ذكر.
بلغ متوسط دخل الأسرة في البلدة 21,818 دولارًا، أما متوسط دخل العائلة فبلغ 23,000 دولارًا. وكان متوسط دخل الذكور 21,731 دولارًا مقابل 14,583 دولارًا للإناث. وسجل دخل الفرد الخاص بالبلدة 10,740 دولارًا. وكانت نسبة 20.2% من العائلات ونسبة 21% من السكان تحت خط الفقر، وكان من هؤلاء نسبة 14.4% تحت سن الثامنة عشر ونسبة 30.6% في الخامسة والستين من العمر وما فوق.

### تعداد عام 2010
بلغ عدد سكان وانيت 350 نسمة بحسب تعداد عام 2010، وبلغ عدد الأسر 141 أسرة وعدد العائلات 94 عائلة مقيمة في البلدة. في حين سجلت الكثافة السكانية 318.2 نسمة لكل كيلومتر مربع (824.1/ميل2). وبلغ عدد الوحدات السكنية 173 وحدة بمتوسط كثافة قدره 157.3 لكل كيلومتر مربع (407.4/ميل2).
وتوزع التركيب العرقي للبلدة بنسبة 82.57% من البيض و0.86% من الأمريكيين الأفارقة و10.57% من الأمريكيين الأصليين و0.29% من الأعراق الأخرى و5.71% من عرقين مختلطين أو أكثر و2.29% من الهسبانيون أو اللاتينيون من أي عرق.
بلغ عدد الأسر 141 أسرة كانت نسبة 36.9% منها لديها أطفال تحت سن الثامنة عشر تعيش معهم، وبلغت نسبة الأزواج القاطنين مع بعضهم البعض 41.1% من أصل المجموع الكلي للأسر، ونسبة 16.3% من الأسر كان لديها معيلات من الإناث دون وجود شريك، بينما كانت نسبة 9.2% من الأسر لديها معيلون من الذكور دون وجود شريكة وكانت نسبة 33.3% من غير العائلات. تألفت نسبة 27.7% من أصل جميع الأسر من عدة أفراد يعيشون في نفس المنزل ونسبة 14.2% كانت تتألف من شخص يعيش بمفرده يبلغ من العمر 65 عاماً أو أكثر. وبلغ متوسط حجم الأسرة المعيشية 2.48، أما متوسط حجم العائلات فبلغ 3.01.
بلغ العمر الوسطي للسكان 34.0 عاماً. وكانت نسبة 27.4% من القاطنين تحت سن الثامنة عشر، وكانت نسبة 11.1% بين الثامنة عشر والرابعة والعشرين عاماً، ونسبة 24% كانت واقعةً في الفئة العمرية ما بين الخامسة والعشرين والرابعة والأربعين عاماً، ونسبة 22% كانت ما بين الخامسة والأربعين والرابعة والستين، ونسبة 15.4% كانت ضمن فئة الخامسة والستين عاماً فما فوق. وتوزع التركيب الجنسي للسكان بنسبة 48.9% ذكور و51.1% إناث.